# Sacchararena
Sacchararena es un género de foraminífero bentónico de la subfamilia Hyperammininae, de la familia Hyperamminidae, de la superfamilia Hippocrepinoidea, del suborden Hippocrepinina y del orden Astrorhizida. Su especie tipo es Hyperammina spinescens. Su rango cronoestratigráfico abarca desde el Pennsylvaniense (Carbonífero superior) hasta el Pérmico.

## Discusión
Clasificaciones incluían Sacchararena en la familia Hyperamminoididae, así como en el suborden Textulariina del orden Textulariida

## Clasificación
Sacchararena incluye a la siguiente especie:
- Sacchararena spinescens